# ماندابرا
ماندابرا (به انگلیسی: Mundubbera) یک شهرک در استرالیا است که در کوئینزلند واقع شده‌است.